# Josep Guardiola
Josep "Pep" Guardiola i Sala (født 18. januar 1971 i Santpedor, Spanien) er en tidligere spansk fodboldspiller og træner for den engelske storklub Manchester City. I løbet af sin karriere som professionel fodboldspiller var han defensiv midtbanespiller. Han spillede for FC Barcelonas førstehold i perioden 1990-2001.
Fra 1992-2001 spillede han 47 kampe for Spaniens fodboldlandshold, og scorede 5 gange. Han stoppede sin karriere i slutningen af 2006, 35 år gammel. Fra 2007-2008 trænede han FC Barcelonas reservehold, og 5. juni 2008 skrev han kontrakt med Barcelonas førstehold, hvor han hidtil har haft stor succes i blandt andet Champions League.
Josep Guardiola – også kendt som 'Pep', kom til Barca allerede som 13-årig, hvor en af klubbens talentspejdere opdagede ham i hans daværende klub Manresa, der ligger tæt på Barcelona. Guardiola flyttede til klubbens fodboldskole 'La Masia' hvor han spillede på diverse ungdomshold, indtil han som 19-årig fik debut på det bedste mandskab da Johan Cruyff var træner.
Guardiola blev hurtig kendt for sit overblik og eminente teknik på den defensive midtbane og efter nogle år overtog han rollen som anfører. Han blev holdets ubestridte leder gennem flere sæsoner og blev betragtet som et ikon i klubben – ikke mindst grundet hans indsats på det legendariske 'Dream Team' der vandt fire mesterskaber i træk i 90'erne og Champions League i 1992.
Som 29-årig valgte han at forlade Barca til fordel for italiensk fodbold. Her fik han dog aldrig den helt store succes og han oplevede også at blive anklaget for brug af doping – en anklage som han senere helt blev renset for. De sidste år af karrieren tilbragte Guardiola i Qatar og Mexico, hvorefter han i en alder af 35 år valgte at lægge støvlerne på hylden i 2006 og i stedet begynde at tage trænerkurser.
I 2007 vendte Guardiola tilbage til Barca, da han fik tilbudt jobbet som træner for klubbens B-hold, der sæsonen inden var rykket ned. Det var hans første job som træner, men det gik over al forventning med en oprykning til 2. division B – den tredjebedste række i spansk fodbold.
Da det lå fast at Frank Rijkaards tid som træner for det bedste mandskab var forbi i sommeren 2008, gik klubben i gang med at lede efter en ny træner. Mange kendte navne blev nævnt som muligheder, så overraskelsen var stor da valget faldt på Guardiola. Mange mente at han var alt for uerfaren til en så stor udfordring, men klubbens ledelse ønskede en træner som kendte klubben indefra.
Siden da, havde Guardiola i alt vundet 14 trofæer sammen med F.C. Barcelonas A-hold og havde skabt en ny æra i fodboldverdenen.
I 2012 blev det offentliggjort, at Guardiola stoppede som træner for holdet. Hans tidligere assistent, Francesc Vilanova, efterfulgte ham som cheftræner.
Den 30. juni 2012 stoppede Guardiola som Barcelona manager, efter at have vundet 14 titler på fire år i spidsen for klubben. Den 16. januar 2013 meddelte Bayerns Münchens ledelse, at Guardiola ville slutte sig til klubben for 2013-14 sæsonen, efter Jupp Heynckes stoppede i juli 2013.
Den 1. februar 2016 blev det offentliggjort, at Pep Guardiola efter sæsonen 2015/2016 skulle overtage trænerposten i den engelske topklub, Manchester City efter chileneren Manuel Pellegrini.